# Jorge Ernesto Berlanga
Jorge Ernesto Berlanga (Torreón, Coahuila; 18 de julio de 2003) es un futbolista mexicano, juega como defensa y su equipo actual es el CF Pachuca de la Primera División de México.

## Trayectoria
Formado en las básicas de los Tuzos, pasaría por todas las categorías inferiores.
Haría su debut el 10 de julio de 2023 ante el León de la Jornada 2.

## Selección nacional

### Sub-23
Fue convocado por el entrenador Ricardo Cadena para disputar los amistosos entre la selección argentina en Mazatlán y Puebla.